# Ralph Boston
Ralph Harold Boston (Laurel, 9 de maio de 1939 – 30 de abril de 2023) foi um atleta e saltador norte-americano, campeão olímpico e recordista mundial do salto em distância e competidor em três Jogos Olímpicos.

## Carreira
Em 1960, aos 21 anos, ele venceu a prova no campeonato da National Collegiate Athletic Association, o campeonato universitário nacional e em agosto do mesmo ano, em Modesto, na Califórnia, estabeleceu novo recorde mundial de 8,21 m, quebrando a marca de 25 anos de existência, 8,20 m, de Jesse Owens. No ano seguinte, ele melhoraria o próprio recorde com um salto de 8,28 m em Moscou. Em Roma 1960, ganhou a medalha de ouro com a marca de 8,12 m, recorde olímpico e um centímetro mais longa que o medalha de prata, seu compatriota Bo Roberson.
Depois de um ciclo olímpico onde quebrou duas vezes o recorde mundial, ganhou a medalha de ouro nos Jogos Pan-americanos de 1963 em São Paulo e foi tetracampeão universitário norte-americano, Boston voltou aos Jogos Olímpicos em Tóquio 1964, ficando com a medalha de prata, atrás do britânico Lynn Davies e na frente do soviético Igor Ter-Ovanesyan, que neste ciclo havia lhe tirado o recorde mundial, que Boston recuperou dois meses antes das Olimpíadas. Em 1968, depois de uma segunda medalha de ouro pan-americana em Winnipeg no ano anterior, mesmo perdendo o recorde mundial novamente para Ter-Ovanesyan, a 1ª posição no ranking do salto em distância e o título nacional, Boston continuava a competir. Quando seu rival e nova estrela da modalidade, Bob Beamon, foi suspenso da Universidade do Texas em El Paso por se recusar a competir contra a Brigham Young University alegadamente por esta ter políticas racistas, Boston tornou-se extra-oficialmente seu técnico. Na Cidade do México 1968, ele assistiu seu pupilo destruir o recorde mundial com um salto espetacular de 8,90 m (até 2016, o recorde olímpico vigente e terceiro maior de todos os tempos) e ficou com a medalha de bronze, sua terceira olímpica, retirando-se do atletismo em seguida.
Encerrando a carreira, mudou-se para Knoxville, no Tennessee, onde trabalhou na Universidade do Tennessee até 1975. Trabalhando também como comentarista e repórter esportivo, atuou como repórter da rede de televisão CBS no CBS Sports Spectacular, na cobertura do atletismo doméstico americano.
Morreu em 30 de abril de 2023, aos 83 anos, devido a um acidente vascular cerebral.